# Nadežda Šitikova
Nadežda Denisovna Šitikova (in russo Надежда Денисовна Шитикова?; Mosca, 15 settembre 1923 – Mosca, 1995) è stata una schermitrice sovietica, vincitrice di una medaglia d'oro ai campionati mondiali di scherma.